# Es Bòrdes
Es Bòrdes (spanisch: Las Bordas) ist eine katalanische Gemeinde mit 280 Einwohnern (Stand: 2024) in der Provinz Lleida im Nordosten Spaniens. Sie liegt in der Comarca Val d’Aran. Neben dem Hauptort Es Bòrdes gehören die Ortschaften Arró, Begòs und Benòs zur Gemeinde.

## Lage
Es Bòrdes liegt an der Garonne in den Pyrenäen an der französischen Grenze.

## Bevölkerungsentwicklung
| 1900 | 1930 | 1950 | 1970 | 1981 | 1991 | 2001 | 2011 | 2021 |
| ---- | ---- | ---- | ---- | ---- | ---- | ---- | ---- | ---- |
| 446  | 384  | 635  | 205  | 167  | 193  | 209  | 242  | 285  |

## Sehenswürdigkeiten
- Kirche Unserer Lieben Frau vom Rosenkranz in Es Bòrdes
- Martinskirche in Arró
- Rochuskirche in Begòs
- Martinskirche in Benòs
- Burgruine von Lleó

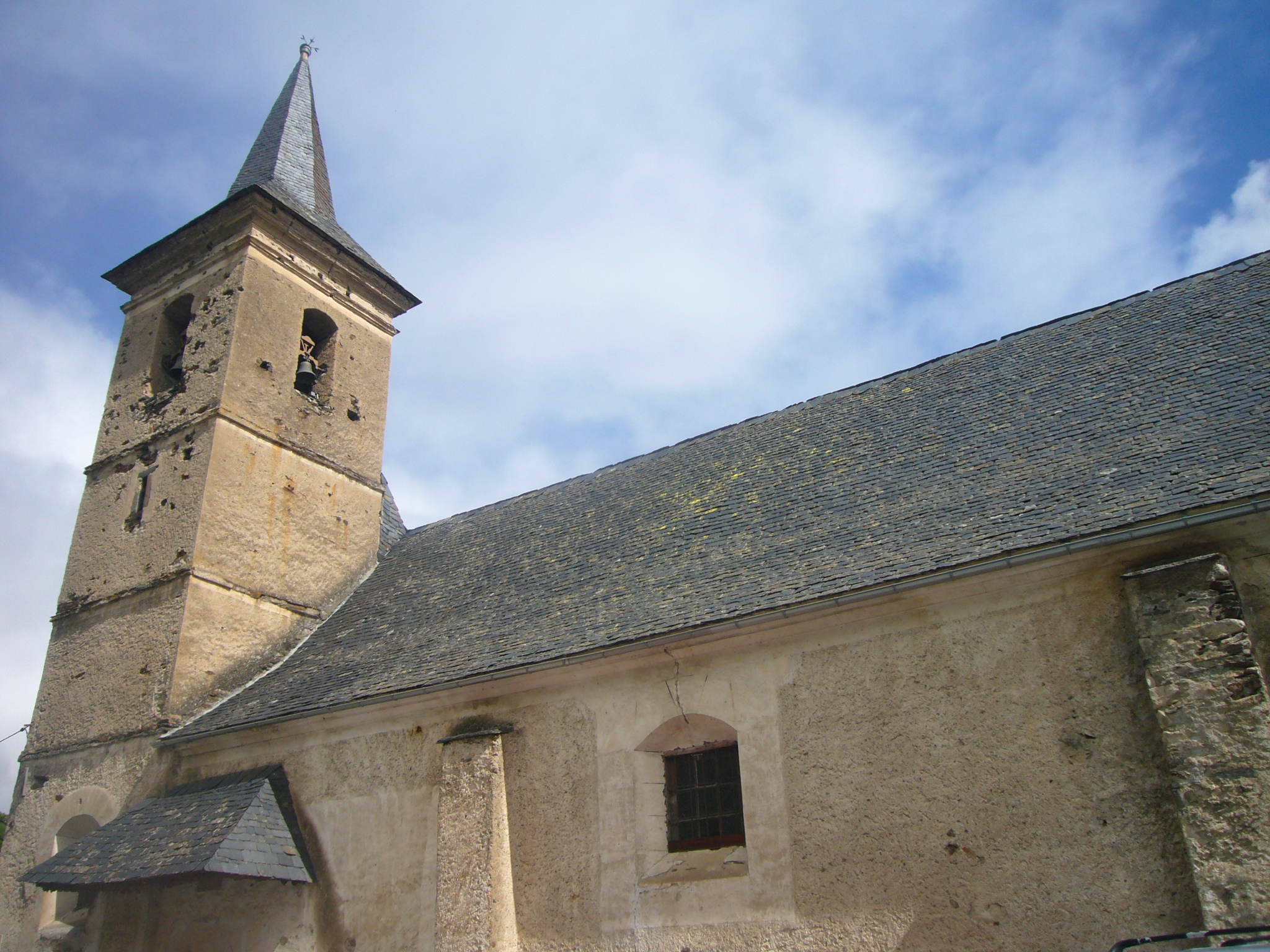
Kirche Unserer Lieben Frau vom Rosenkranz
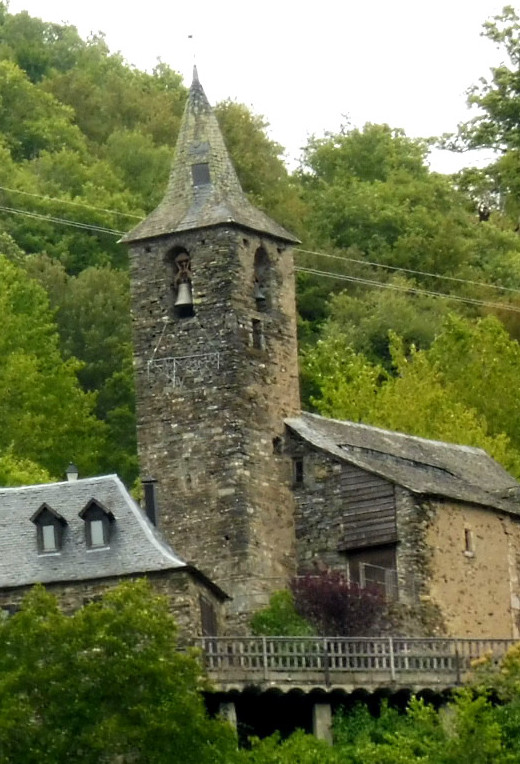
Rochuskirche